# Paratrechina tjibodana
Paratrechina tjibodana är en myrart som beskrevs av Vladimir Aphanasjevich Karavaiev 1929. Paratrechina tjibodana ingår i släktet Paratrechina och familjen myror. Inga underarter finns listade i Catalogue of Life.